# 2013年臺灣食用油油品事件
2013年臺灣食用油油品事件（又稱食用油風暴、黑心油事件），是台灣自2013年10月起發生的一系列食品業者被查獲以造假方式生產食用油的事件，因牽連大統長基、富味鄉、頂新製油、興霖食品等多家台灣食品大廠而引發台灣社會大眾關注。

## 事件經過

### 大統首先遭查
- 1970年代，高振利從小油行開始就一直以低價棉籽油混充高級油牟利。[3]
- 大統長基食品廠股份有限公司[4]推出的「大統長基特級橄欖油」，被爆其橄欖油含量不到50％、添加「銅葉綠素」調色、添加低成本葵花油（從葵花籽中提取）及棉籽油（棉花籽提取）混充，卻標榜百分之百西班牙進口特級冷壓橄欖油製成，強調100%特級橄欖油、「特級初榨橄欖油（Extra virgin olive oil）」等對外銷售。彰化縣衛生局查扣廠房，發現膏狀不明添加物，業者辯稱是叶绿素，卻提不出證明，彰化地檢署與彰化縣衛生局食品衛生科，認為業者恐觸犯《食品衛生管理法》、《刑法》詐欺罪以及摻偽罪（可處3年徒刑），已要求業者將特級橄欖油等相關產品下架，工廠內負責生產特級橄欖油的生產線也暫停。[5][6]
- 2013年10月16日，董事長高振利因「大統長基特級橄欖油」遭檢舉不純於以100萬元交保。17日高振利出面向消費者致歉，坦承內部控管不嚴，但強調添加「銅葉綠素」對人體無害。大統涉嫌欺騙消費者，所謂的特級橄欖油是用部分的橄欖油加上廉價的棉花籽油，再加入銅葉綠素調色，且已經賣了7年之久。彰化衛生局技士許婉貞說，「銅葉綠素是規定只能放在泡泡糖還有食品，油脂是不能使用的。」[7][8]
- 2013年10月21日，彰化地檢署查扣大統公司及高振利名下數十億元資產，包括臺中市西屯區的高振利住處[9]。
- 2013年10月25日，離職員工爆料大統的沙茶醬以垃圾食材當原料再加工而成，大統用來自越南和泰國的濕蠶豆代替花生；香菇則用向農民收購丟棄的香菇太空包，用當中的香菇殘根代替新鮮香菇；魚則是使用過期長達20年的冷凍腐魚[10]。
- 2013年10月25日，彰化地檢署起訴大統長基公司依違反食品衛生管理法及涉及刑法詐欺取財等罪嫌起訴董事長高振利，彰化縣政府則在隔日開出18億5千萬的行政裁處書[11]。
- 2013年10月28日，彰化縣府財政局追查大統關係企業大聯製酒廠產品，旗下11品項都以食用酒精配製，標示不實開罰新台幣550萬元，並要求下架回收[12]。
- 2013年11月1日，大統長基公司以帳戶現金1,230萬元及12筆土地市價約10多億元提出賠償計畫，彰化縣府進一步展開監管及解凍作業[13]。

### 頂新對大統混油不知情卻遭牽連
- 2013年11月3日，頂新國際集團旗下的頂新製油屏東廠因查出含有大統長基問題油品而下架21項橄欖油、葡萄籽油等調合油產品，並擬處罰最高新台幣1,500萬元[14]。由於針對近來發生食品安全風暴，魏應交及魏應充曾多次出面指出，食品絕對是個「良心」事業，呼籲業界要秉持「修合無人見、存心有天知」理念，而頂新（非屏東廠）先前都向衛生福利部切結保證油品，但3日起頂新卻陷入食油風暴，被質疑自大統被踢爆摻加銅葉綠素等假油事件後，隱瞞全民19天，因而重創企業形象[15]。
- 2013年11月4日，頂新國際集團旗下的德克士炸雞店被揭發使用頂新油品[16]。
- 2013年11月5日，針對產品使用到大統長基問題油品原料，味全董事長魏應充開記者會道歉，並成立新台幣5,000萬元的消費者準備金信託帳戶，以及請辭台灣食品良好作業規範發展協會（食品GMP協會）理事長一職[17][18]。
- 2019年6月28日 二審智財法院認定被告頂新屏東廠廠長曾啟明及課長陳聰筆等人，並不是知悉原料油有問題仍購買，改判無罪定讞[19]。
- 2019年11月27日，彰化地院判決，認為頂新對大統長基所出售油品混油並不知情，大統長基應賠償頂新7,725萬餘元，賠償味全公司6,659萬餘元。對此頂新公司表示，本案真相雖已還原，但許多誤解已難以澄清。[20]。

### 富味鄉表示24支調合油產品中含有精煉棉籽油
- 2013年11月19日，富味鄉油品事件開庭，負責人承認24支調合油品含有精煉棉籽油。
- 2014年6月6日，富味鄉生產的調合芝麻香油中加入產品標籤上沒寫的棉籽油，檢方認為富味鄉所為屬於標示不實，未涉詐欺罪，不起訴處分。[21][22]

### 撤銷公文事件
2013年10月30日，衛生福利部召開食安小組會議。10月30日傍晚，衛生福利部發出公文，要求各地方政府將37項脂肪酸檢驗不完全符合的油品全數下架。但當日稍晚衛福部又撤銷該公文，表示是要地方衛生局再查源頭和工廠，而不是要求將油品下架。10月31日，行政院長江宜樺稱此為「誤發公函」。同日衛福部將食藥署區管中心主任潘志寬和北區副主任許景鑫調離原主管職做為懲處。
11月4日，立法委員林淑芬爆料，10月30日衛福部長邱文達指示下架，後來有油廠老闆打電話給衛福部次長許銘能施壓，才撤銷下架的公文，並將此定調為烏龍事件，潘志寬與許景鑫兩人僅是代罪羔羊，對此邱文達否認。11月5日林淑芬再爆料，是衛福部一位「高主任」向衛福部高層獻策撤銷原公文，並將事件定調為誤繕公文。11月5日衛福部次長許銘能否認衛福部有「高主任」，但11月6日許銘能承認的確是有一位「高參事」（高宗賢）建議撤銷公文。

### 結果
2014年6月6日，臺灣彰化地方法院檢察署對於富味鄉棉籽油調合油品事件，認定富味鄉未構成詐欺、虛偽標示產品品質，亦無攙偽假冒之嫌，對富味鄉行不起訴處分。
富味鄉考量台灣民眾對含有精煉棉籽油產品的疑慮，儘管棉籽油食用安全性無虞，富味鄉已在2013年10月底承諾不在台灣市場販售含有精煉棉籽油之產品。案內下架回收之含有精煉棉籽油產品，以及廠內庫存之棉籽油，全數銷往海外，或販售給合法之廢棄食用油回收廠商，並提供相關出口證明文件予新北市衛生局。
彰化檢方偵辦此案時，財政部中區國稅局同步清查大統的逃漏稅行為；已查出大統逃漏營業稅新台幣2,200萬元、逃漏營利事業所得稅約新台幣1億多元，加上罰鍰後共計新台幣1億5,700百多萬元。
2014年7月24日，智慧財產法院判決：高振利觸犯《中華民國刑法》「商品虛偽標示罪」、「詐欺取財罪」等罪，同時違反《食品衛生管理法》，應合併執行有期徒刑12年；另外，大統應繳納罰金新台幣3,800萬元定讞。
2014年9月22日，環保署長魏國彥表示，大統長基公司2013年10月因食用油品混攙棉籽油及違法添加銅葉綠素，引爆國內油安問題，當時共有約140萬瓶油品遭沒入銷毀；大統長基公司問題油品共有2,680公噸作為生質柴油（B2合成燃料）、39公噸作為馬路標線用料及機械潤滑油。

## 影响

### 中國大陸
福建厦门口岸在2013年曾经进口大统长基食品公司食用植物油3批共40,363公斤，包括大统金橄榄葡萄籽油、大统金调和特级胡麻油、大统金橄榄葵花油、大统金初榨橄榄油和大统胡麻油。进口後的食用油在厦门市进行销售。福建检验检疫局督促进口商将这批食用油召回封存。截至10月31日召回20吨。大统公司食用油的中國经销商在食用油事件中蒙受了库存压力和经济、名誉损失，向大统长基食品公司索赔526万元新台币。
针对食用油可能会导致健康伤害问题。台灣记者陈立宏在电视谈话节目中提出，应该将其全部销往中國，帮中国人节育。

### 美国
纽约法拉盛华人超市将所进的相关食用油下架。相关负责人士表示，由于受波及的产品销量并不好，进货不多。加上此前台湾品牌的方便面和瓜子曾经出现过问题。食用油事件可能让纽约华人对相关品牌再度失去信心。

## 政府官方資訊
油品混充及違法添加銅葉綠素事件專區（（页面存档备份，存于））

## 判刑定讞
2013年10月16日，大統混油事件爆發。2014年7月24日刑事部分二審定讞，大統公司負責人高振利判刑12年。2017年4月27日，智慧財產法院審理味全油品案，二審宣判味全公司負責人魏應充判刑2年定讞。

## 參看
- 台灣食品安全事件列表
- 2013年臺灣食品安全問題事件
- 棉籽油
- 地沟油
- 黑心食品
- 米糠油中毒

## 外部連結
- 戶倉恆信，〈技術發展與「把關」問題〉，《自由時報》，2013-11-04。（页面存档备份，存于）
- 戶倉恆信，〈國外油源難管制／研發米糠油源 解結構難題〉《聯合報》，2014-10-27。（页面存档备份，存于）